# Maewo central
Le maewo central (ou maevo, ou sunwadaga ou tanoriki) est une langue océanienne, parlée par 1 400 locuteurs au Vanuatu, au centre de l’île Maewo. Parmi ses dialectes : Lotora, Tanoriki, Peterara. L'Arata et le Bangoro peuvent également être des dialectes ou des langues moribondes très proches.